# SV Hermannia 06 Kassel
SV Hermannia 06 Kassel was een Duitse sportclub uit Kassel, deelstaat Hessen. De club is het meest bekend voor zijn voetbalafdeling.

## Geschiedenis
De club werd op 4 maart 1906 opgericht als Casseler FV Hermannia (tot 1926 werd Kassel met een C geschreven). Hermannia sloot zich aan bij de West-Duitse voetbalbond en speelde in de Hessisch-Hannoverse competitie. In 1914 promoveerde de club voor het eerst naar de hoogste klasse en eindigde meteen twee achter Casseler FV 95. Twee jaar later trok de club zich terug uit de competitie vanwege de gebeurtenissen in de Eerste Wereldoorlog. Na één seizoen keerde de club terug. In 1919 nam de club de naam SV Hermannia aan. Nadat de competitie in 1920/21 van drie reeksen naar één reeks herleid werd degradeerde de club. Na één seizoen werd de competitie weer uitgebreid en Hermannia promoveerde weer en werd vierde op veertien clubs. Het volgende seizoen werd de club opnieuw vierde en werd opnieuw slachtoffer van competitie-inkrimping, terwijl enkele clubs die lager stonden niet moesten degraderen. In 1926 promoveerde Hermannia weer en eindigde de volgende seizoenen in de middenmoot.
In 1933 kwam de NSDAP aan de macht in Duitsland en voerde de Gauliga in als hoogste klasse. Hermannia kwalificeerde zich voor de Gauliga Hessen. In het eerste seizoen degradeerde de club. In 1940 slaagde Hermannia erin om weer te promoveren en werd laatste in zijn groep. Doordat de Gauliga ontbonden werd en vervangen door de Gauliga Kurhessen degradeerde de club niet. Na een voorlaatste plaats in het eerste seizoen eindigde de club twee keer in de middenmoot, het laatste seizoen werd niet voltooid.
In de jaren zestig en zeventig speelde de club in de hoogste Hessische amateurliga. In 1981 bereikte de club nog de hoofdronde van de DFB-Pokal en verloor daar meteen van Holstein Kiel. Hierna ging het bergaf met de club die in de anonimiteit verzonk met een absoluut dieptepunt de degradatie naar de Kreisliga in 2004.
In de zomer van 2009 trok de club zich wegens aanhoudende financiële problemen terug uit de competitie en werd opgeheven. Er werd een nieuwe club opgericht FC Hermannia 09 Kassel.